# Hérodion de Patras
Hérodion (en grec ancien Ἡρῳδίων) ou Rhodion est un des premiers chrétiens de Rome. L'apôtre saint Paul indique qu'il est son parent et le salue dans sa Lettre aux Romains. Il devient ensuite évêque de Patras et meurt martyr.

## Biographie
Hérodion est un membre de la communauté chrétienne de Rome. L'apôtre saint Paul, dans sa Lettre aux Romains, le salue et indique qu'il est de sa famille. 
Pour André-Marie Gerard, le nom « Hérodion » signifierait qu'il serait un affranchi du roi Hérode.
Selon la tradition, Hérodion est un des soixante-dix disciples envoyés par Jésus pour annoncer l'Évangile. 
Il devient évêque de Patras et meurt martyr. Il est considéré comme saint, et célébré le 8 avril et le 10 novembre, ainsi que le 4 janvier avec le groupe des soixante-dix.

## Bibliographie

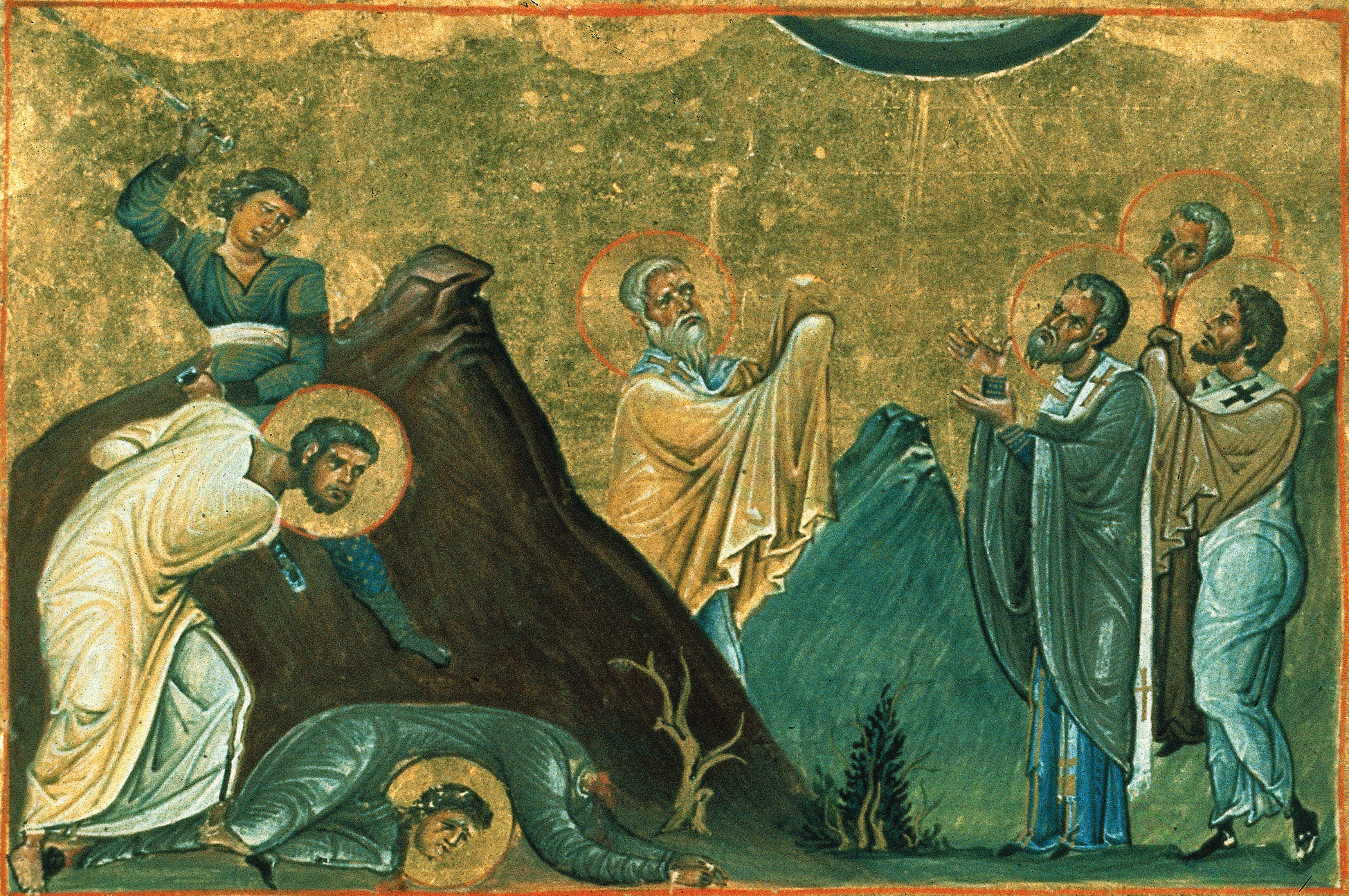
Éraste de Corinthe, Olympas, Rhodion, Sosipater, Quartus et Tertius (enluminure dans le Ménologe de Basile II, 985).